# 第1号交响曲 (勃拉姆斯)
C小调第1號交响曲，是约翰内斯·勃拉姆斯的第68號作品。由于该作品的风格与贝多芬交响曲类似，因而被汉斯·冯·彪罗称为“贝多芬第十交響曲”。
勃拉姆斯于1854年就开始构思本曲，但之后多次进行了大幅的修改，而勃拉姆斯自称从草稿到最终完结长达21年，首演時他甚至已43歲。本曲創作時間如此漫長的原因有兩個：首先是勃拉姆斯对自己的挑剔，导致他常常毁掉许多以前的作品；其次是其朋友和公众期望他继承“贝多芬的遗产”，这一潜在的标准使勃拉姆斯感到自己不能对第1號交响曲掉以轻心。當本曲經過首演後，勃拉姆斯的创作水准和历史地位，方被當代维也纳最权威的批评家之一，保守的爱德华·汉斯力克所认可。

## 背景
勃拉姆斯創作交響曲的歷程可以追溯自罗伯特·舒曼筆下名為《一條新路》（Neue Bahnen）的文章，當中盛讚前者在德意志音樂圈所代表的希望與未來，對勃拉姆斯的創作寄予厚望。作曲家的友人馬克斯·卡爾貝克則認為，1855年在漢堡聆聽了舒曼《曼弗雷德》之後，刺激了勃拉姆斯寫作一首交響曲的想法。自六〇年代起，在克拉拉·舒曼、赫爾曼·列維等友人不間斷的鼓勵下，第1號交響曲的各個樂章陸續完成。期間他雖考慮放棄，最終還是在1874年10月2日交稿予樂譜商弗里茨·西姆羅克。不過，直到二年後的9月，手稿才正式落款。
1876年10月10日，勃拉姆斯在鋼琴上為克拉拉·舒曼演奏自己的第1號交響曲，後者對於成果不甚認同。「我不得不承認，我感覺相當失望，這首曲子似乎比不上F小調五重奏、弦樂六重奏和鋼琴四重奏（等等作品）。當然內容是工於技法的，可我卻感到當中缺少了旋律性。」 不過，在聽過管弦樂的演奏後，克拉拉修正了自己的意見。

### 首演

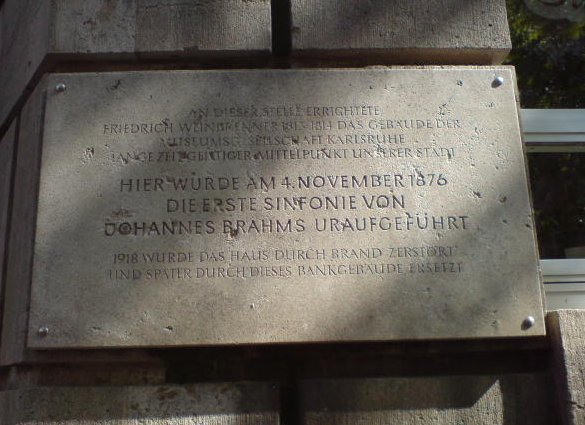
卡尔斯鲁厄博物馆协会原址纪念碑，同时记载了勃拉姆斯第一交响曲首演。铭文中文大意：“1813至1814年间，弗里德里希·魏因布伦纳在此建造了卡尔斯鲁厄博物馆协会大楼——长期以来这里一直是我们这座城市的精神中心。1876年11月4日，约翰内斯·勃拉姆斯的第一部交响曲在这里首演。该建筑于1918年毁于火灾，后来被这座银行大楼所取代。”

首演于1876年11月4日，在卡尔斯鲁厄博物馆协会（Museumsgesellschaft Karlsruhe）举行，由菲利克斯·奥托·德索夫指揮。
在第一次彩排開始前，勃拉姆斯對第二、第三樂章進行了最後的刪改。這個修改得到了克拉拉·舒曼的肯定：「在第1樂章和最後的樂章之間，聽眾需要休息的空間。」完成首演的三天後，作曲家本人在曼海姆指揮了本曲，之後亦在慕尼黑、萊比錫等地親自指揮演出。
1877年3月7日，约瑟夫·约阿希姆在英國剑桥大学指揮了本曲，該校亦將榮譽學位授予约阿希姆、勃拉姆斯倆人，但作曲家並未親臨現場。

### 出版
在慕尼黑的演出之後，勃拉姆斯将作品總譜、鋼琴四手聯彈改編譜一併寄到出版商弗里茨·西姆洛克处，西姆洛克所支付的金額則是15,000馬克。第一版乐谱于1877年10月出版。
除第一乐章手稿已丢失，其余三个乐章的手稿现存摩根图书馆与博物馆。

## 分析
该作品共四个乐章：
1. 稍微持績的–快板（Un poco sostenuto–Allegro）
2. 持續的行板（Andante sostenuto）
3. 略快且優雅的稍快板（Un poco allegretto e grazioso）
4. 慢板–不太快的快板，有精神的（Adagio–Allegro non troppo ma con brio）

通常全曲演奏長度介於45至50分鐘間。

### 配器
| - 木管乐器 - 长笛：2 - 双簧管：2 - 单簧管：2 - 巴松管：2 - 低音巴松管 | - 铜管乐器 - 圆号：4 - 小号：2 - 长号：3 | - 定音鼓 | - 弦乐器 |

依照工具書《管弦樂作品手冊》指示，上述之配器可簡記為"2 2 2 *3—4 2 3 0—tmp—str"。

### 结构

#### 第一乐章
C小调，由一个宽广的引子（例圖）开头，一开始就出现了三个关键元素：低沉的鼓声、弦乐上行、管乐下行。
这一引子是在全曲创作完毕后才加上去的。之后的快板部分是大型的奏鸣曲式，对主题进行了发展、重现。

#### 第二乐章
E大调的第二乐章是一個慢乐章，由三个部分组成，温柔如歌。第三部分对第一部分中出现的主题加以变化。接近结束处的小提琴独奏有贝多芬晚期作品的风格（如《庄严弥撒》）。

#### 第三乐章
A♭大调的第三乐章在功能上相当于谐谑曲，形式則是三段體。此樂章帶有歌謠特色的音樂情感较为单纯，实则节奏和织体都相当复杂。

#### 第四乐章
末乐章的篇幅最长。以“阴暗的戏剧性”的C小调开头，之後号角奏出一阿尔卑斯旋律（譜例第6小節），這一旋律也被獻予克拉拉·舒曼的49歲生日（1868年），布拉姆斯並且為旋律填詞：“在高高的山上，深深地谷底，我给你寄去一千个祝福”（Hoch, auf'm Berg, tief im Tal, grüss ich euch viel tausendmal）。
快板部分则以贝多芬般高贵醇厚的C大调旋律作为主题，在胜利的气氛中结尾。
勃拉姆斯自称在写此乐章第一主题首次由弦乐宣讲出来的时候，心中想着《约翰福音》中的语句：
|  | 我在父里面，父在我里面。——约14:10 |

## 评价
该作品终曲的主题（見下例）常被人认为和贝多芬第9號交響曲终曲的欢乐颂主题有相似之处。
勃拉姆斯也在该作品（尤其是第一乐章）中使用了贝多芬第5號交響曲。由于这类相似之处，指挥家汉斯·冯·彪罗称这部交响曲为“贝多芬第十”。这类评论使勃拉姆斯深感烦恼，因为这里面似乎有点抄袭的意思，而他自己是在故意向贝多芬致敬。对他与贝多芬作品中的相似之处，他曾说过“笨蛋都看得出来”。然而，这部作品还是偶尔被称为“贝多芬第十”。
对于该作品终曲的主题，还有“命运”的节奏，勃拉姆斯在1868年给克拉拉·舒曼的一封信中称，是受阿尔卑斯号曲调的启发。
2016年，《BBC音樂雜誌》對151位指挥家做訪談統計，勃拉姆斯第1號交響曲獲得第八位的評價。